# Yongle dadian
De Yongle dadian (Grote canon van de Yongle-periode) was een Chinese encyclopedie die tussen 1403 en 1408 is samengesteld in opdracht van de Yongle-keizer (regeerde 1402-1424) van de Ming-dynastie. Na voltooiing was het werk het op dat moment grootste naslagwerk van kennis ter wereld.

## Samenstelling van de Yongle dadian
De encyclopedie werd samengesteld door tweeduizend geleerden, die onder supervisie van de keizer aan het project werkten aan de universiteit van Nanking. De Yongle dadian bestond uit samenvattingen van oudere teksten die een compleet overzicht geven over de kennis en cultuur van het China tijdens de Ming-dynastie. Zowel oude als recente (Ming) bronnen werden gebruikt om de encyclopedie samen te stellen. De in totaal ongeveer achtduizend bronnen gingen over uiteenlopende onderwerpen als landbouw, astronomie, kunst, theater, geografie, geschiedenis, literatuur, medicijnen, natuurwetenschappen, religie en technologie. Het werk bevatte ongeveer 50 miljoen Chinese karakters, 22.877 of 22.937 schriftrollen, 11.095 volumes en besloeg 40 m³.

## Versies en de verdwijning
Vanwege de enorme omvang van het werk kon het niet met blokdruk vervaardigd worden en men vermoedt dat er oorspronkelijk maar twee versies gemaakt werden. In 1557 werd de encyclopedie ternauwernood gered van een brand, die drie paleizen in de Verboden Stad in as legde. Keizer Jiajing liet na afloop een tweede kopie van de encyclopedie maken.
Tegenwoordig zijn minder dan 400 volumes van de drie originele manuscripten bewaard gebleven. Wat met het origineel gebeurd is is niet duidelijk. Het kan vernietigd zijn tijdens een brand in Nanjing in 1449, of samen met de keizerlijke bibliotheek van de Ming in 1644 verloren zijn gegaan, toen de dynastie ten val kwam. Een andere hypothese is dat keizer Jiajing de geschriften meegenomen in zijn graf heeft meegekregen en dat ze nog ergens verborgen liggen in het grafcomplex van Jongling totdat zij ontdekt zullen worden.
Van de tweede kopie zijn vanaf de 18e eeuw geleidelijk steeds meer delen verdwenen of kwijtgeraakt tot de resterende 800 volumes tijdens de Bokseropstand van 1900 door een brand in de Hanlin-academie verloren gingen. Enkele volumes uit deze kopie zijn bewaard gebleven en bevinden zich in privécollecties en musea verspreid over de wereld.